# Jambisk pentameter
Jambisk pentameter (klassisk grekiska: ἰαμβικός πεντάμετρος) är ett mått på en versrads längd.
Det är ett vanligt versmått som består av fem jamber.
En jamb är en stigande versfot som består av två stavelser: kort-lång
Exempel på en dikt med jambisk pentameter:

Erik Johan Stagnelius, "Narcissus"

Narcissus gick att släcka törstens brånad,

I källans tysta, spegelklara våg,

Sin egen skuggbild han i vattnet såg,

Och intogs genast af en mystisk trånad.

nar-CISS-us GICK att SLÄCK-a TÖRST-ens BRÅN-ad,

i KÄLL-ans TYST-a, SPEG-el-KLAR-a VÅG, o.s.v.
Även om William Shakespeare inte skapade denna jambiska pentameter, var han en vanlig användare av metoden i sina sonetter.